# Mesocetus
Mesocetus és un gènere extint de cetacis de la família dels tranatocètids que visqueren entre el Miocè inferior i el Pliocè superior. Se n'han trobat restes fòssils a Àustria, Bèlgica, Bòsnia i Hercegovina, Croàcia, Eslovàquia, els Estats Units, França, Itàlia i els Països Baixos. La «balena de Walbersdorf», un esquelet de M. hungaricus conservat al Museu Nacional Hongarès, patí greus danys a causa d'un bombardeig el 1956, però el crani i diversos altres ossos quedaren més o menys intactes.